# Lemonanthemum
Lemonanthemum (лат.) — монотипный род суккулентных растений семейства Аизовые (Aizoaceae), подсемейства Ruschioideae, трибы Drosanthemeae, естественно произрастающий на территории Капской провинции Южно-Африканской Республики. Род был установлен в 2020 году и включает в себя один вид — Lemonanthemum zygophylloides.

## Название
В отсутствие русскоязычного названия рода в авторитетных источниках, вероятным вариантом названия на русском языке будет «Лемонантемум».

## Описание
Lemonanthemum zygophylloides — кустарник или полукустарник, который может достигать высоты до 14 см. У него красные ветви с мелкими бугорками. Листья тупые, гладкие и мягкие. Цветки крупные, собраны в многочисленные соцветия, могут быть желтыми, оранжевыми, красными (иногда белыми). Плоды 5-гнездные.

## Таксономия
Особенности этого растения, такие как структура листьев и плодоножек, являются ключевыми факторами, которые выделяют его среди других родов, включая Drosanthemum, с которым он был ранее ассоциирован.
Lemonanthemum Klak, первое упоминание в Phytotaxa 459(2): 149. (2020).

### Виды
Согласно данным сайта WFO Plantlist на июнь 2023 года, род состоит из 1 вида:
- Lemonanthemum zygophylloides (L.Bolus) Klak

#### Синонимы (вида)
Гомотипные (основанные на одном и том же номенклатурном типе):
- Lampranthus zygophylloides (L.Bolus) N.E.Br.
- Mesembryanthemum zygophylloides L.Bolus
- Drosanthemum zygophylloides (L.Bolus) L.Bolus